# Municipio de Richwood (Misuri)
El municipio de Richwood (en inglés: Richwood Township) es un municipio ubicado en el condado de McDonald en el estado estadounidense de Misuri. En el año 2010 tenía una población de 638 habitantes y una densidad poblacional de 6,45 personas por km².

## Geografía
El municipio de Richwood se encuentra ubicado en las coordenadas 36°40′59″N 94°8′26″O / 36.68306, -94.14056. Según la Oficina del Censo de los Estados Unidos, el municipio tiene una superficie total de 98.87 km², de la cual 98,83 km² corresponden a tierra firme y (0,03 %) 0,03 km² es agua.

## Demografía
Según el censo de 2010, había 638 personas residiendo en el municipio de Richwood. La densidad de población era de 6,45 hab./km². De los 638 habitantes, el municipio de Richwood estaba compuesto por el 86,68 % blancos, el 1,25 % eran amerindios, el 8,15 % eran asiáticos, el 0,16 % eran isleños del Pacífico, el 1,25 % eran de otras razas y el 2,51 % eran de una mezcla de razas. Del total de la población el 4,39 % eran hispanos o latinos de cualquier raza.